# Bérelles
Bérelles település Franciaországban, Nord megyében. Lakosainak száma 162 fő (2022. január 1.). Bérelles Aibes, Solre-le-Château, Solrinnes, Cousolre, Eccles és Hestrud községekkel határos.

## Népesség
A település népességének változása:
| Lakosok száma | 163  | 148  | 152  | 146  | 151  | 156  | 161  | 162  | 162  |
|               | 2013 | 2015 | 2016 | 2017 | 2018 | 2019 | 2020 | 2021 | 2022 |